# Duke Hudson
Brendan Vink (Adelaida, 8 de febrero de 1990) es un luchador profesional australiano. Es conocido por haber trabajado para la empresa estadounidense WWE, donde se presentó bajo el nombre de Duke Hudson y fue miembro de Chase University. 
En el circuito independiente, utilizó el nombre de Elliot Sexton, y luchó para la promoción Melbourne City Wrestling como parte de The Mighty Don't Kneel.

## Carrera

### Inicios (2008-2018)
Vink debutó el 31 de mayo de 2008, bajo el nombre de Elliot Sexton. Luchando principalmente en Australia, Sexton apareció en promociones como Wrestle Rampage (WR) y Melbourne City Wrestling (MCW). Durante su tiempo en ambas promociones, Sexton se convirtió en un campeón de peso pesado MCW y un campeón de WrestleRock. Durante 2018, hizo su debut internacional en partidos para la promoción japonesa New Japan Pro Wrestling y la promoción británica PROGRESS Wrestling.

### WWE (2019-2025)
El 11 de febrero de 2019, se anunció que Vink había firmado un contrato con NXT y que se reportaría al WWE Performance Center. Vink debutó con su nombre real en un espectáculo de la casa NXT el 15 de marzo de 2019, derrotando a Nick Comoroto. Pasó el resto de marzo y el mes siguiente de abril luchando en espectáculos de la casa.
Vink hizo su debut televisado en el episodio de NXT del 25 de marzo de 2020, haciendo equipo con Shane Thorne en un esfuerzo por perder contra Oney Lorcan y Danny Burch.
Vink hizo su debut para EVOLVE en 2019 como parte de la relación comercial de EVOLVE con WWE en EVOLVE 141, donde derrotó a Colby Corino en su primer partido de singles.
Vink luego iría a una racha ganadora en EVOLVE, derrotando a jugadores como AR Fox, Stephen Wolf, JD Drake y Leon Ruff.
En marzo de 2020, Vink comenzó a aparecer en Raw junto a su antiguo compañero de TMDK , Shane Thorne, donde se enfrentaron a equipos como Street Profits y Cedric Alexander y Ricochet, pero fueron derrotados. En el episodio del 27 de abril de Raw, Thorne y Vink se convirtieron en los socios más nuevos de MVP cuando desafiaron a Alexander y Ricochet a un combate la próxima semana en su nombre. En el episodio del 4 de mayo de Raw, Thorne y Vink derrotaron a Alexander y Ricochet y obtuvieron su primera victoria.
Participó en BreakOut Tournament, derrotando a Ikemen Jiro en la Primera Ronda, sin embargo perdió en la Semifinal frente a Carmelo Hayes. En WarGames, se enfrentó a Cameron Grimes en un Hair vs. Hair Match, sin embargo perdió, como consecuencia terminó rapado.
En el NXT 2.0 del 18 de enero, interfirió en el combate entre Dante Chen contra Guru Raaj atacando a ambos, iniciando un corto feudo contra Chen, la siguiente semana en NXT 2.0, derrotó a Guru Raaj en un minuto, después del combate, salió Dante Chen y se atacaron mutuamente y en el NXT 2.0 del 22 de febrero, derrotó a Dante Chen, terminando el corto feudo. Posteriormente tuvo una relación (kayfabe) con Persia Pirotta lo que provocó una rivalidad contra InDex (Indi Hartwell & Dexter Lumis) hasta que hicieron las pases para ser compañeros de equipo, hasta que Pirotta & Lumis fueran despedidos de la empresa, terminando abruptamente la historia. En el NXT 2.0 del 24 de mayo derrotó al Campeón de NXT Bron Breakker por descalificación en un combate no titular, a la siguiente semana en NXT 2.0, fue derrotado por Solo Sikoa. En el NXT 2.0 emitido el 14 de junio, se enfrentó a Bron Breakker por el Campeonato de NXT, sin embargo perdió. En el Level Up emitido el 1 de julio, derrotó a Javier Bernal, la siguiente semana en NXT 2.0, fue derrotado por Sanga, la siguiente semana en el Level Up emitido el 22 se julio, derrotó a Hank Walker. en el NXT 2.0 del 2 de agosto, fue derrotado por Axiom, en el Level Up derrotó a Myles Borne, en el Level Up emitido derrotó a Bronco Nima. En el NXT del 4 de octubre, apareció en la enfermería para burlarse de Diamond Mine (Ivy Nile, Brutus & Julius), provocando a Brutus, por lo que Julius lo desafío a un combate, más tarde esa misma noche, fue derrotado rápidamente por Julius Creed, a la siguiente semana en el NXT Level Up emitido el 14 de octubre, junto a Bryson Montana fueron derrotados por Ikemen Jiro & Tank Ledger, a la semana siguiente en el Level Up emitido el 21 de octubre, derrotó a Bryson Montana.
en el Level Up emitido el 28 se octubre, apareció durante el combate entre Thea Hail contra Jakara Jackson, en apoyo de Thea, insinuando su posible inclusión en Chase U.
Iniciando 2023, en el NXT Level Up emitido el 13 de enero, derrotó a Damon Kemp.
Hudson fue liberado de su contrato con WWE en enero de 2025.

### Circuito independiente (2025-presente)
Vink luchó por primera vez tras su salida de la WWE en ROW Pay Up! el 12 de abril de 2025 bajo el nombre de Duke Hanson.

## Vida personal
Vink trabajó como entrenador personal para Goodlife Health Clubs en Melbourne.

## Campeonatos y logros
- WWE
  - NXT Tag Team Championship (1 vez) - con Andre Chase
- Australian Wrestling Alistars
  - Campeonato Peso Pesado de la AWA (1 vez)
- Melbourne City Wrestling
  - Campeonato Peso Pesado de la MCW (1 vez)
- WrestleRock
  - Campeonato de WrestleRock (1 vez).
- Pro Wrestling Illustrated
  - Situado en el Nº479 en los PWI 500 de 2020[27]

### Lucha de Apuestas
| Ganador                    | Perdedor                | Lugar            | Evento   | Fecha                  | Notas |
| -------------------------- | ----------------------- | ---------------- | -------- | ---------------------- | ----- |
| Cameron Grimes (cabellera) | Duke Hudson (cabellera) | Orlando, Florida | WarGames | 5 de diciembre de 2021 | .     |